# Kimitoön (wyspa)

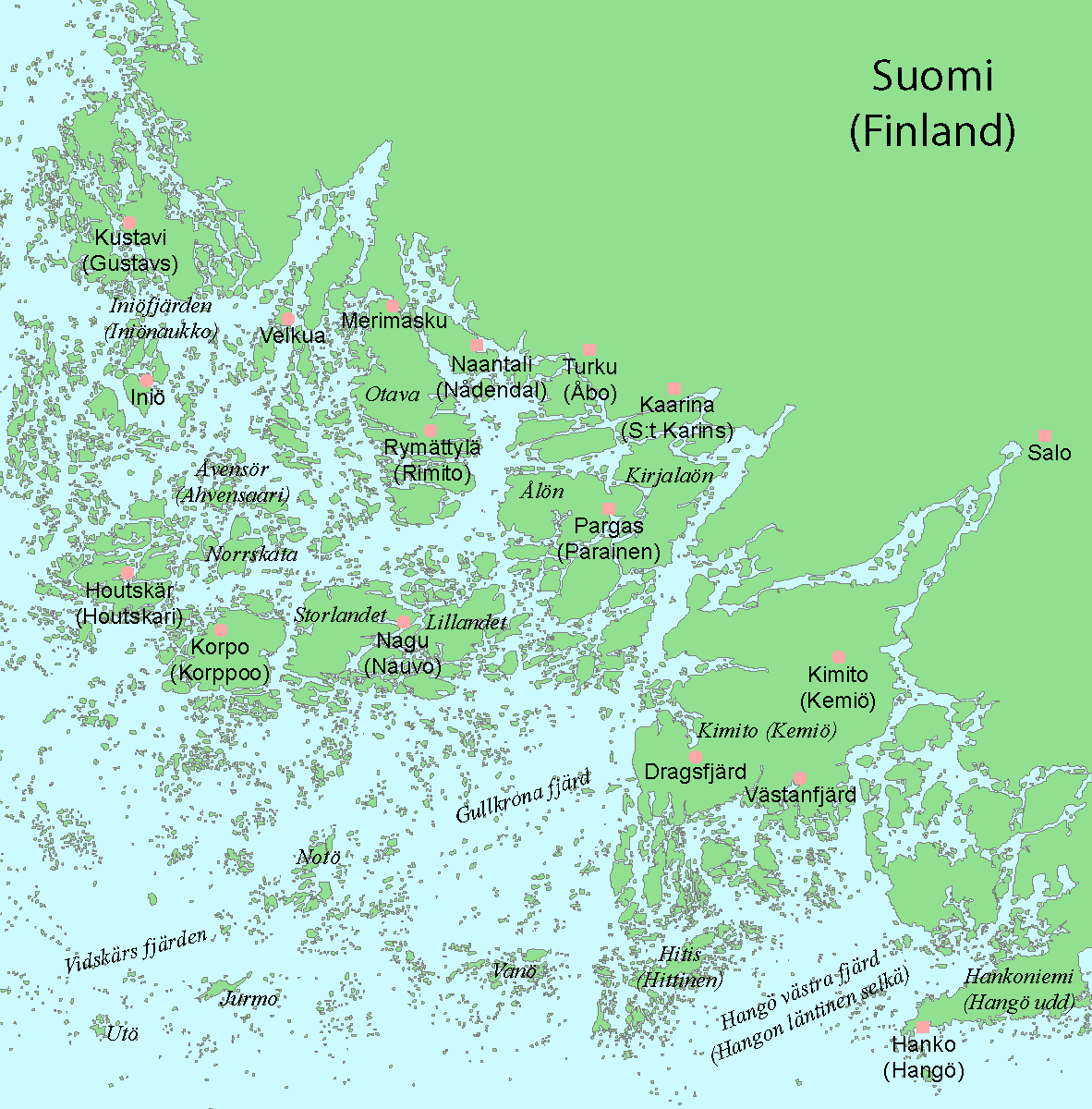
Mapka archipelagu

Kimitoön (także Kimito, fiń. Kemiönsaari, Kemiö) – duża wyspa u południowo-zachodnich wybrzeży Finlandii, na południowy wschód od miasta Turku. Należy do gminy Kemiönsaari (Kimitoön), niewielki jej fragment leży w gminie Salo. Powierzchnia: 524 km². Język urzędowy: szwedzki, fiński.